# UM-200
UM-200 – miernik uniwersalny, który był produkowany w latach osiemdziesiątych XX wieku przez Zakład Elektroniczno-Mechaniczny „MERA-ZEM” z Nasielska. Umożliwiał w określonych zakresach pomiar takich wielkości jak: napięcie stałe i zmienne, natężenie prądu stałego oraz oporność. Klasa dokładności pomiarowej wynosiła 2,5. Wymiary tego urządzenia były następujące: 80 x 130 x 44 mm, a masa wynosiła 0,3 kg, bez baterii.
Miernik umożliwiał pomiar napięć:
- stałego, w zakresach[b]:
  - od 0 do 3 V
  - od 0 do 15 V
  - od 0 do 30 V
  - od 0 do 300 V
- zmiennego, w zakresach[c]
  - od 0 do 30 V
  - od 0 do 150 V
  - od 0 do 300 V.

Pomiar prądu stałego mógł być przeprowadzany dla następujących zakresów:
- od 0 do 60 mikro A
- od 0 do 3 mA
- od 0 do 30 mA
- od 0 do 300 mA.

Zakresy pomiarowe oporności były następujące:
- od 0 do 1 kΩ
- od 0 do 100 kΩ
- od 0 do 1 MΩ.